# 中国人民武装警察部队士官学校
中国人民武装警察部队士官学校，简称武警士官学校，本部位于浙江省杭州市，是浙江省唯一一所部队院校，是中国人民武装警察部队总部下属的培养武警指挥干部的军事高等院校。

## 沿革
中国人民武装警察部队杭州士官学校
- 1984年4月，组建成立中国人民武装警察部队杭州指挥学校（武警杭州指挥学校），隶属武警浙江总队。学校驻杭州市花坞[2][3][4]。
- 2004年，建立中国人民武装警察部队指挥学院杭州分院，与武警杭州指挥学校合署办公[5]。
- 2004年起，根据军队院校有关招生规定，军事指挥本科专业开始由内部定向招生扩展为地方、部队混合招生[2]。
- 2006年，经中央军委、武警总部批准，武警杭州指挥学校更名中国人民武装警察部队杭州指挥学院。2006年9月5日正式更名，武警浙江总队王平安总队长为学院揭牌[2][3]。
- 2011年7月，在武警部队院校调整撤并中，经中央军委、武警总部批准，更名中国人民武装警察部队杭州士官学校，由副师级单位升格为正师级单位，转型为任职教育院校，主要担负武警后勤技术、管理、维修等专业的士官培训工作。2011年9月1日，武警杭州士官学校举行挂牌暨开学典礼仪式，武警部队副司令员戴肃军，中共浙江省委常委、秘书长、政法委书记李强为学校揭牌[3][6]。学校是武警总部直属单位。
- 2012年，经中国人民武装警察部队后勤部后营〔2012〕602号文件核准，同意武警杭州士官学校新校区建设项目，资金来源为自筹，建设地址位于富阳市（今杭州市富阳区）富春街道三联村[7]。

中国人民武装警察部队石家庄士官学校
- 1983年，经国务院批准，武警河北总队教导大队改建为中国人民武装警察部队石家庄指挥学校（武警石家庄指挥学校）[8]。1984年成立，为中专学校[9]。
- 2000年，学历层次调整为大专[9]。
- 2004年，建立中国人民武装警察部队指挥学院石家庄分院，与武警石家庄指挥学校合署办公。
- 2006年9月，武警石家庄指挥学校升格中国人民武装警察部队石家庄指挥学院，主要承担武警河北总队生长干部培养、营以下干部培训和武警部队信息化士官培训任务[8][9]。
- 2011年，武警部队院校编制体制调整改革，经中央军委批准，学院改建为中国人民武装警察部队石家庄士官学校，主要承担武警部队信息化士官培养和学兵培训任务，同时承担武警部队通信与计算机、保密档案、文化影视专业等12个工种的职业技能鉴定工作。培训任务分为四类：士官职业技术教育、士官资格培训、士官升级培训、士官任职培训[9][10][11]。2011年9月7日，武警石家庄士官学校举行了挂牌仪式暨开学典礼。武警石家庄士官学校成为武警部队仅有的两所士官学校之一（另一所是武警杭州士官学校）[11]。
- 2012年，武警石家庄士官学校迁建项目招标，迁建目的地是河北省石家庄市正定县南岗村[12]。

中国人民武装警察部队士官学校
- 2017年，在深化国防和军队改革中，中国人民武装警察部队杭州士官学校、中国人民武装警察部队石家庄士官学校等单位调整组建中国人民武装警察部队士官学校，本部位于杭州[13][14]。学校是武警总部直属单位。

## 历任领导
武警杭州士官学校
| 校长 …… - 施立祥（1999年5月—？，武警杭州指挥学校校长） - 余和平 武警大校（？—2011年，武警杭州指挥学院院长；2011年—2017年，武警杭州士官学校校长） | 政治委员 …… - 蔡永红（？—2011年4月，武警杭州指挥学院政治委员） - 吴晓宏（2011年—2011年，武警杭州指挥学院政治委员） - 聂磊 武警大校（2011年—2017年，武警杭州士官学校政治委员） |

武警石家庄士官学校
| 校长 …… - 杨晋（？—2017年，武警石家庄士官学校校长） | 政治委员 …… - 王建峰（？—2006年，武警石家庄指挥学校政治委员） …… - 史社平（？—2017年，武警石家庄士官学校政治委员） |

武警士官学校
| 校长 - 杨晋（2017年7月—） | 政治委员 - 王科富（2017年7月—） |